# Limnonectes shompenorum
Limnonectes shompenorum är en groddjursart som beskrevs av Das 1996. Limnonectes shompenorum ingår i släktet Limnonectes och familjen Dicroglossidae. IUCN kategoriserar arten globalt som livskraftig. Inga underarter finns listade i Catalogue of Life.